# シャラフディン・ルトフィラエフ
シャラフディン・ルトフィラエフ（Sharafuddin Lutfillaev　1990年9月9日- ）はウズベキスタン出身の柔道選手。階級は60kg級。

## 経歴
2013年に地元で開催されたグランプリ・タシュケントの60㎏級で優勝すると、2015年にはワールドマスターズで3位になった。2016年のリオデジャネイロオリンピックには国内に世界選手権3位のディヨルベク・ウロズボエフがいたために出場できなかった。2017年のグランドスラム・パリでは決勝で高藤直寿、2018年のグランドスラム・パリでは決勝で志々目徹にそれぞれ敗れて2位だった。2019年の世界選手権では準々決勝で世界チャンピオンの高藤を内股で破るなどして決勝まで進むも、ジョージアのルフミ・チフビミアニに一本負けして2位だった。

## 主な戦績
- 2013年 - グランプリ・タシュケント　優勝
- 2013年 - グランプリ・アブダビ　2位
- 2014年 - グランドスラム・バクー　3位
- 2014年 - アジア大会　5位
- 2015年 - ヨーロッパオープン・ワルシャワ　優勝
- 2015年 - グランプリ・トビリシ　優勝
- 2015年 - グランプリ・サムスン　優勝
- 2015年 - アジア選手権　3位
- 2015年 - ワールドマスターズ　3位
- 2015年 - グランプリ・ブダペスト　3位
- 2015年 - グランプリ・タシュケント　2位
- 2015年 - グランドスラム・パリ　3位
- 2015年 - グランプリ・青島　3位
- 2016年 - グランプリ・アルマトイ　3位
- 2016年 - グランプリ・タシュケント　3位
- 2017年 - グランドスラム・パリ　2位
- 2017年 - グランプリ・タシュケント　3位
- 2017年 - グランドスラム・アブダビ　3位
- 2017年 - ワールドマスターズ　3位
- 2018年 - グランドスラム・パリ　2位
- 2018年 - ヨーロッパオープン・ミンスク　優勝
- 2018年 - グランドスラム・アブダビ　3位
- 2019年 - グランプリ・マラケシュ　優勝
- 2019年 - グランプリ・トビリシ　3位
- 2019年 - グランプリ・ザグレブ　優勝
- 2019年 - 世界選手権　2位
- 2019年 -　ワールドマスターズ　3位

(出典、JudoInside.com)